# Чорна (Нікольський район)
Чо́рна (рос. Чёрная) — присілок у складі Нікольського району Вологодської області, Росія. Входить до складу Аргуновського сільського поселення.

## Населення
Населення — 2 особи (2010; 14 у 2002).
Національний склад (станом на 2002 рік):
- росіяни — 100 %